# جزيرة كايو ليفانتادو

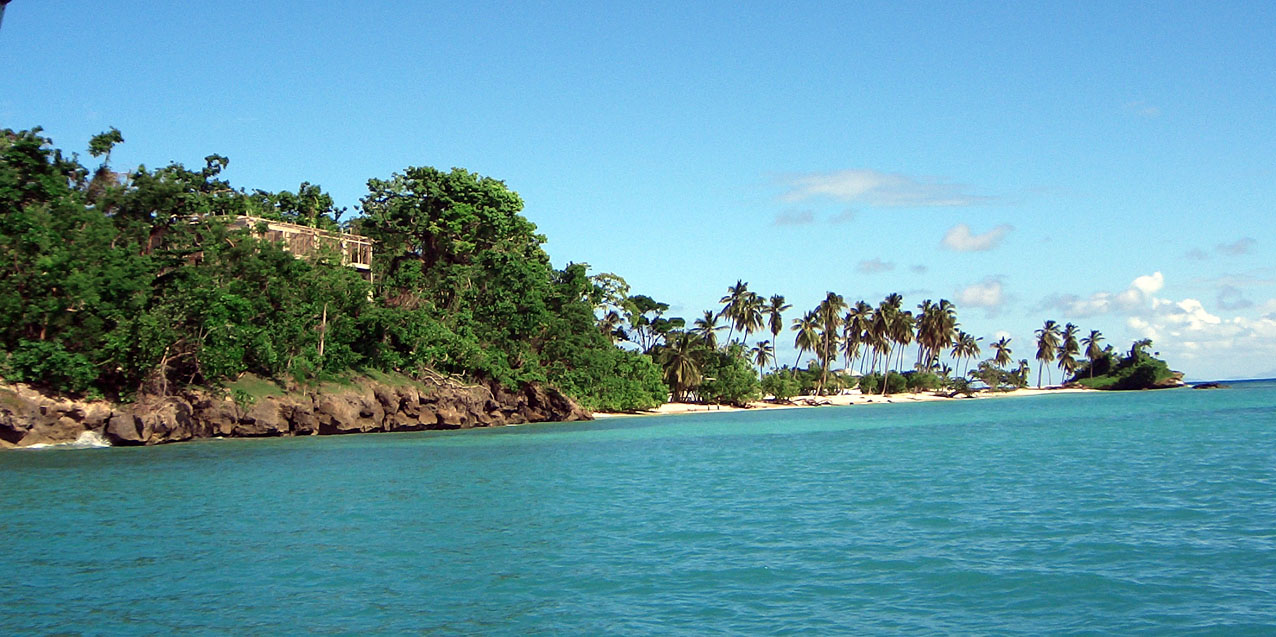
صورة لجزيرة كايو ليفانتادو.

جزيرة كايو ليفانتادو المعروفة أيضًا باسم جزيرة باكاردي ، جزيرة في خليج سامانا، الذي ينتمي إدارياً إلى مقاطعة سامانا، في جمهورية الدومينيكان .
هي مقصد سياحي شهير في جمهورية الدومينيكان. يقع أقرب مطار وهو مطار Samaná El Catey الدولي على بعد 68 كم، وتضم الجزيرة فندقًا تديره Bahia Principe .
لقد حصلت على لقب Bacardi Island بسبب استخدام موقعها في إعلانات لشركة Bacardi لروح الروم الأبيض. 